# Asca (micología)

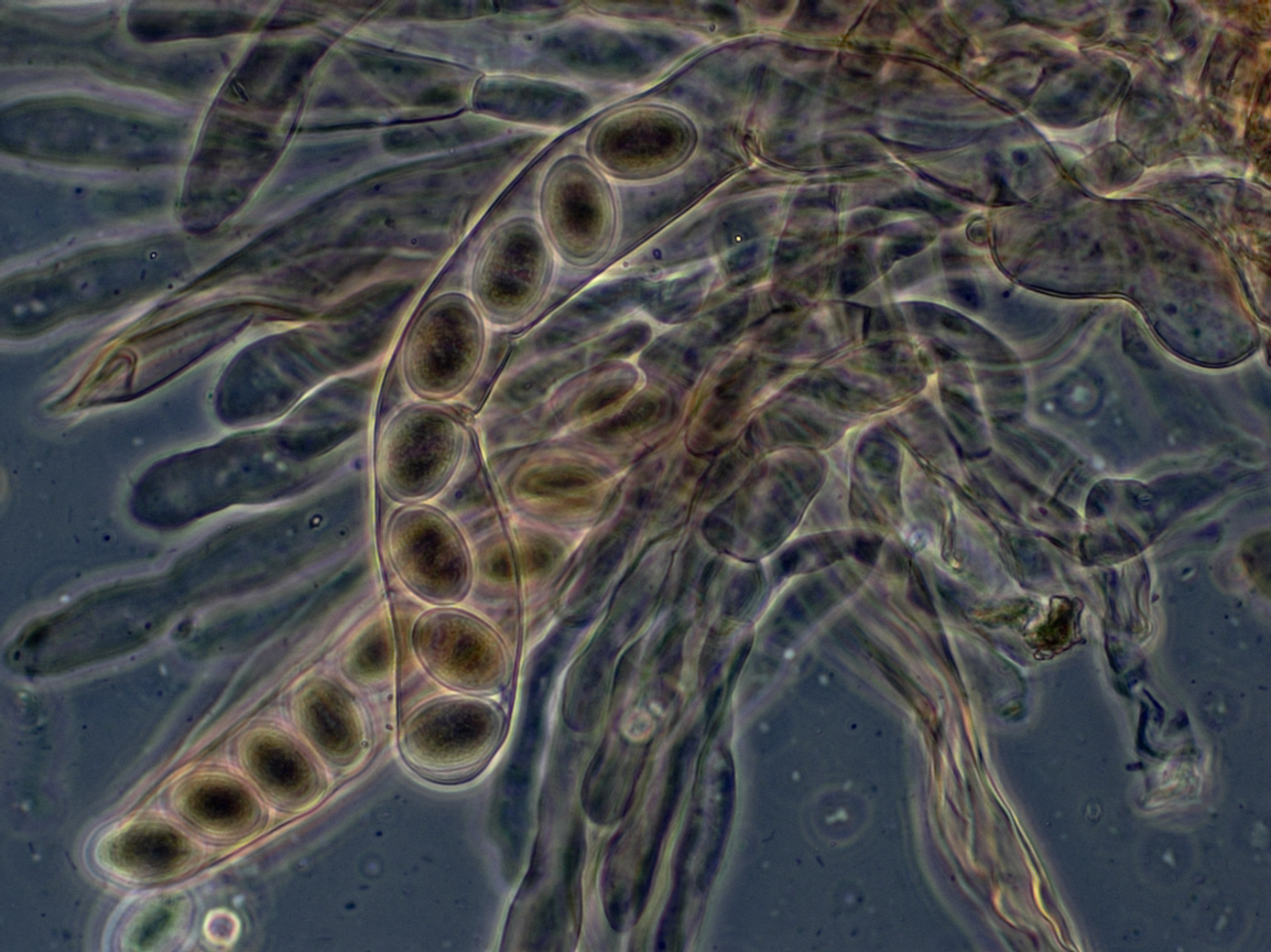
Ascas de la colmenilla Morchella elata

Una asca, o asco (del latín ascus, asci en plural), es la célula sexual productora de esporas de los hongos ascomicetos. Normalmente, las ascas contienen ocho ascosporas, producidas por una división celular meiótica seguida, en la mayoría de las especies, por una mitosis. Sin embargo, en algunos géneros o especies pueden contener una (por ejemplo, en Monosporascus cannonballus), dos, cuatro, u otro número múltiplo de cuatro. En algunos casos, las ascosporas pueden producir conidios, que pueden llenar por cientos las ascas (como en el género Tympanis), o pueden fragmentarse (como en algunos Cordyceps), llenando también las ascas de células más pequeñas. Las ascosporas son inmóviles y, por lo general, unicelulares, aunque no pocas veces pueden presentarse septadas en uno o varios planos.
En muchos casos las ascas forman una capa regular llamada himenio, dentro de un cuerpo fructífero visible a simple vista llamado ascocarpo o ascoma. En otros casos, como en la levadura unicelular, no se encuentran estas estructuras. En raros casos las ascas de algunos géneros pueden desarrollarse regularmente dentro de ascas viejas descargadas, por ejemplo en el género Dipodascus .
Los ascas normalmente liberan sus esporas por descarga activa desde la punta pero también lo pueden hacer de forma pasiva desde un líquido o en forma de polvo seco. Típicamente la descarga activa de las ascas se hace en una punta diferenciada especial, un poro o un opérculo. En algunos géneros que forman himenio, cuando un asca revienta puede inducir a que también lo hagan los demás ascas del ascocarpo, resultando en una descarga masiva que se ve como una nube de esporas incluso en algunas especies como Peziza y en otros se siente un ruido al liberar las esporas.
En el laboratorio se han utilizado ascas, como las de Neurospora crasa, para estudiar el proceso de la meiosis ya que estas especies hacen la meiosis muy regular y ordenada. También se pueden estudiar, gracias a estas ascas, otros fenómenos cromosómicos.

## Clasificación de las ascas

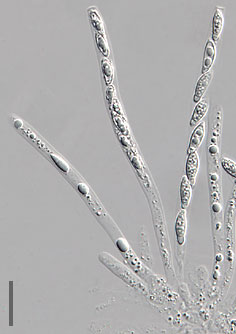
Ascas de Hypomyces chrysospermus

La forma de las ascas es importante para clasificar los hongos Ascomycota. Hay cuatro tipos básicos.
- Unitunicadas-operculadas tienen un opérculo, que se abre rompiéndose cuando las esporas están maduras. Solo se encuentra este tipo en los hongos que tienen apotecio, por ejemplo la colmenilla. Unitunicado significa con pared simple.
- Unitunicadas-inoperculadas son ascas con un anillo elástico que funciona como una válvula de presión. La expansión es breve y libera las esporas. Este tipo aparece en apotecios y peritecios; un ejemplo es la especie Hypomyces chrysospermus.
- Bitunicadas con ascas en doble pared, siendo la interior elástica. Solo se da este tipo en seudotecios y en las clases de hongos Dothideomycetes y Chaetothyriomycetes. Ejemplos: Venturia inaequalis (sarna del manzano) y Guignardia aesculi (enfermedad del castaño).

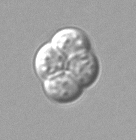
Ascas de Saccharomyces cerevisiae con una tétrada de cuatro esporas

- Prototunicadas son de forma esférica y sin mecanismo de dispersión actival. Se liberan las esporas por otras influencias como son los animales. Se encuentran ascas de este tipo tanto en peritecios como cleidotecios, por ejemplo en la enfermedad del olmo holandés (Ophiostoma). Es un cajón de sastre para los tipos que no pertenecen a los tres anteriores y seguramente han evolucionado de las ascas unitunicadas.